# Jun Jin
Jun Jin (hangul: 전진; hanja: 前進, literalmente: "seguir em frente") (nascido Park Choong-jae hangul: 박충재; hanja: 朴忠裁; 19 de agosto de 1980) é um cantor sul-coreano, ator e apresentador, conhecido como membro e rapper do grupo Shinhwa. Ele iniciou a carreira como dançarino e rapper em 1998, mas a partir de 2002 começou a cantar pequenas partes com o lançamento do quinto álbum do Shinhwa. Ele estreou como artista solo em novembro de 2006, com o single Love Doesn't Come. 

## Origem e infância
Jun Jin é o filho primogênito do cantor Charlie Park (hangul: 찰리박), também conhecido como Park Young Chul (hangul: 박영철), que estreou com um álbum solo, Casanova Sarang em 2004. Jun Jin nasceu fora do casamento e, devido à forte oposição de sua família materna, os pais de Jun Jin se separaram, o deixando para ser criado por sua avó. Seu pai se casou novamente, mas se divorciaram durante a adolescência do jovem. A terceira esposa de Charlie provou ser uma mãe amorosa, pois cuidou de Jun Jin e sua irmã mais nova como seus próprios filhos. Ela também encontrou a mãe verdadeira do rapaz e os ajudou a se reconectarem. Embora ele não era capaz de vê-la com frequência, os dois fizeram uma promessa de manter contato.

## Carreira

### 1998: Estreia com o Shinhwa
Apoiado por seu amigo de escola, An Chil-hyun, Jun Jin foi capaz de passar na audição da SM Entertainment para entrar como um membro do Shinhwa. Debutou como rapper, ao lado de Eric Mun e Andy Lee. No entanto, no lançamento do quinto álbum Perfect Man, ele começou a cantar pequenas partes. Ele continuou a cantar pequenas partes nos álbuns seguintes até quando o grupo se mudar para uma companhia diferente, a Good Entertainment. Dentro desta companhia Jun Jin lançou uma canção solo, intitulada "Painfully Loving You (그 아픔까지 사랑한거야)." Logo debutou com um single, "Sarangi Oji Anayo" (Love Doesn't Come), assim iniciando sua carreira solo.
Jun Jin estrelou no popular drama de 2004 da KBS Forbidden Love, ao lado da atriz Kim Tae-hee. Ele também estrelou em vários outros Banjun Dramas. Em 2009, ele e os outros membros do Infinite Challenge apareceram em um episódio do drama da MBC Queen of Housewives.

### 2006-2007: Artista Solo
Jun Jin lançou seu primeiro single em novembro de 2006, intitulado "사랑이 오지 않아요" (Love Doesn't Come), com um total de cinco músicas, incluindo a música-título e o instrumental. Surpreendentemente, ele decidiu cantar baladas mesmo que seja conhecido por suas fortes habilidades de dança. O single foi muito bem nos charts, apesar de não ter sido um grande sucesso. Em dezembro de 2006, Jun Jin foi hospitalizado, embora tenha sido recomendado ficar no hospital, acabou saindo rapidamente e voltou a continuar promovendo.
Em janeiro de 2007, Jun Jin participou do Hallyu Festival in Osaka , que contou com o companheiro de grupo Lee Min-woo, Kangta do H. O. T, SG Wannabe e o ator Song Seung-heon no Osaka Dome.
No início de janeiro de 2007, Jun Jin filmou um videoclipe em cantora taiwanesa Linda Liao. O clipe foi lançado pelo grupo coreano The Name com o título "It Could Be Love." Depois gravou um dueto com Lao, intitulado "Forever" e também uma versão em Mandarim. Mais tarde, ele lançou uma versão repackage de "Love Doesn't Come", que incluía o dueto com Lao. A versão repackage foi melhor nas vendas, com um total de 44,724 vendas no final de 2007. Em meados de 2007, Jun Jin deixou a Good Entertainment e criou a sua própria chamada empresa JF Story Entertainent para se concentrar em sua carreira solo. No entanto, acabou sendo contratado da Open World Entertainment.

### 2008-2011: Televisão e serviço militar
Ele lançou seu primeiro álbum solo em 25 de abril de 2008. Intitulado New Decade, o primeiro single do álbum foi "Wa". O single passou por uma controvérsia quando o vídeo da música foi classificado impróprio para menores devido ao conteúdo sexual, sendo banido de ser transmitido em canais de televisão. No dia 26 de abril, Jun Jin realizou o seu primeiro concerto solo no Shibuya Public Hall, em Tóquio. Um show extra foi adicionado quando os 2.500 ingressos se esgotaram em cinco minutos.
Jun Jin estreou no programa de variedade Infinite Challenge em abril de 2008, substituindo Haha, oficialmente conhecido como "o 7º membro" em junho de 2008. Mais tarde, se juntou a We Got Married no início de 2009 com a atriz Lee Si young como sua "esposa". O casal foi apelidado de "Casal Gundam" Casal devido a obsessão de Si-young com Gundam. Oficialmente eles deixaram o show em 3 de maio de 2009, devido a mudança do formato do programa.
Em 7 de maio de 2009 lançou o primeiro mini-álbum, Fascination. A faixa-título "Hey Ya", com Son Dam bi e Big Tone foi muito bem nas paradas musicais, embora uma faixa do mini-álbum chamada "Like a Fool" com sua "esposa" Lee Si young conseguiu se sair melhor nos charts. O álbum fez um sucesso moderado.
Jun Jin alistou-se para o serviço militar obrigatório, em 22 de outubro de 2009, como trabalhador de serviço público após quatro semanas de treinamento básico no acampamento militar de Nansan na província de Chungcheongnam-do. Ele completou o serviço militar no dia 14 de novembro de 2011, depois de trabalhar no Gangnam Management Corporation, gerindo a academia e o estacionamento do local. Em seguida, ele participou da 1st Open World Festival Tokyo em 26 de novembro, evento de sua agência. No final do ano fez um evento para fãs intitulado Jun Jinː The singer's Christmas Day em Taipei , em 25 de dezembro de 2011.

### 2012: Retorno do Shinhwa
Em Março de 2012, Jun Jin atuou no papel masculino do vídeo da música "U. F. O" da girlgroup Stellar, que foi produzido pelo companheiro de banda, Eric, sob a sua agência Top Class Entertainment.
Em Março de 2012, Jun Jin se reuniu com o Shinhwa para o retorno do grupo depois de quatro anos, sob a gestão da 'Shinhwa Company'. É uma agência conjunta para os membros atuarem como grupo, na qual Eric e o Lee Min-woo são co-CEOs e os demais membros são acionistas. A empresa gerencia o grupo como um todo, enquanto as atividades individuais dos membros são gerenciadas por suas respectivas agências. O grupo lançou seu décimo álbum de estúdio The Return em 23 de Março de 2012, lançou o seu show de retorno 2012 Shinhwa Grand Tourː The Return toda a Ásia e o seu primeiro exclusivo programa de variedades, Shinhwa Broadcast estreou em 17 de Março de 2012, no canal a cabo JTBC.
Em 26 de junho, Jun Jin deixou a Open World Entertainment Seguindo a 2012 Shinhwa Grand Tour, Guangzhou: The Return em 30 de junho, ele sofreu uma cirurgia microscópica para descompressão do nervo no disco lombar para alivar a dor nas costas crônica. Sua condição havia se deteoriado, apesar de ser medicado desde a volta às atividades em grupo, levando-o a procurar um médico e posterior cirurgia. Ele foi aconselhado a repousar e fazer fisioterapia durante as seis semanas seguintes, mas vai continuar com a turnê até a sua conclusão. Devido à cirurgia, ele esteve ausente da gravação do episódio 17 do Shinhwa Broadcast, que foi ao ar em 7 de julho. Além disso, ainda se recuperando da cirurgia, ele não fez parte de algumas das danças nos shows em ambos dos shows Guangzhou e concerto final em Pequim.

### 2013: The Classic
Em 8 de fevereiro, a agência do Shinhwa anunciou o retorno do lendário grupo através de seu site oficial. O cartaz para o seu show de retorno 2013 Shinhwa Grand Tour: The Classic para comemorar o grupo de 15 anos desde a sua estreia foi revelado. O álbum foi chamado The Clasic.
Jun Jin fez um live show em Seul, o primeiro evento para fãs na cidade em quatro anos, em 18 de agosto às 5 p.m. KST, uma noite antes de seu 34º aniversário, de acordo com a empresa organizadora SHOWNOTE na quinta-feira. Chamado de "JUNJIN Live Talk 2013 – 34, Entre Jun Jin e Chungjae [seu nome]" (título traduzido), cerca de 900 lugares do evento foram vendidos em meio minuto no dia anterior, SHOWNOTE informou.
Apesar de sua agenda apertada devido à turnê asiática de SHINHWA, Jun Jin disse ter trabalhado duro para dar o seu melhor desempenho para várias de suas músicas, incluindo suas músicas solo "Love is Not Coming" e "WA", assim como falar honestamente sobre seu passado de 16 anos como um ídolo, cantor, ator e ser humano.

### 2014: 16º aniversário do Shinhwa
Jun Jin participou do aniversário de 16 anos do Shinhwa, junto com os outros membros na Olympic Gymnastics Arena. O show foi realizado durante dois dias: 22 e 23 de Março e Jun Jin disse que iria considerar gravar um novo álbum solo naquele ano.

## Discografia

### Álbuns de estúdio
| Título                                 | Detalhes | Posição nos charts | Lista de faixas |
| Título                                 | Detalhes | KOR (RIAK)         | Lista de faixas |
| -------------------------------------- | --- | ------------------ | --- |
| New Decade Together 4 Ever (repackage) | - Lançado em: 25 de abril de 2008 (OWC-012) - Repackage lançado em: 21 de agosto de 2008 (OWC-014) - Gravadora: Open World Entertainment - Vendas: 20,000+ | 5                  | New Decade 1. "Intro" 2. "Wa" 3. "아픈사랑" (Lovesick) 4. "한걸음" (Step) 5. "For You" 6. "좋은 사람" (Good Person) 7. "귀여워요" (Cute) 8. "Fancy Lounge" 9. "천번이라도" (Even Thousands of Times) 10. "Wa" (Instrumental) 11. "Epilogue" Together 4 Ever 1. "Intro" 2. "Wa" 3. "아픈사랑" (Lovesick) 4. "한걸음" (Step) 5. "For You" 6. "좋은 사람" (Good Person) 7. "귀여워요" (Cute) 8. "Fancy Lounge" 9. "천번이라도" (Even Thousands of Times) 10. "Wa" (Instrumental) 11. "Epilogue" 12. "Together 4 Ever 세상속으로..." (Together 4 Ever Into the World...) |

### EPs
| Título                          | Detalhes | Posição nos charts | Lista de faixas |
| Título                          | Detalhes | KOR (RIAK)         | Lista de faixas |
| ------------------------------- | --- | ------------------ | --- |
| Fascination                     | - Lançado em: 7 De Maio De 2009 (L200000765) - Gravadora: Open World Entertainment - Formato: CD - Idioma: Coreano                                          | N/A[A]             | Fascination 1. "바보처럼" (feat. PS Jun & Lee Si-young) (Like a Fool) 2. "Hey Ya!" (feat. Big Tone & Son Dam-bi) 3. "Happy Ending" (feat. Kim Hee-sun, Kang Jin-woo) 4. "날 사랑해라..." (Make Love With Me...) 5. "사랑하지 않아요" (I Don't Love) |
| #Real# #Real# em LA (repackage) | - Lançadoem: 7 De Setembro De 2015 (L200001152) - Repackage lançado em: 3 De Dezembro De 2015 (L200001191) - Formato: CD - Idioma: Coreano - Vendas: 22,832 | N/A[A]             | #Real# 1. "60 Seconds" 2. "Wow Wow Wow (feat. Eric" 3. "On My Own" 4. "You" 5. "You're The Only One I Need" (em coreano: "너만 있으면 돼") #Real# in LA 1. "60 Seconds (feat. Eric" 2. "Love My Life" 3. "On My Own" 4. "You" 5. "You're The Only One I Need" (em coreano: "너만 있으면 돼") 6. "Wow Wow Wow ( Freakhouze Remix )" (Together 4 Ever Into the World...) |

### Singles
| Título                                                                           | Detalhes | Posição nos charts | Lista de faixas |
| Título                                                                           | Detalhes | KOR (RIAK)         | Lista de faixas |
| -------------------------------------------------------------------------------- | --- | ------------------ | --- |
| "사랑이 오지 않아요" ("Love Doesn't Come") "Special Edition Forever" (repackage) | - Lançado em: 16 de novembro, 2006 (IDCD-6002) - Edição especial lançada em: 16 de fevereiro de 2007(VDCD-6016) - Gravadoraː Open World Entertainment - Vendas: 44,724 | 6                  | CD track listing 1. "사랑이 오지 않아요" (Love Doesn't Come) 2. "천번이라도" (A Thousand Times) 3. "돌아와줘" (Come Back) 4. "사랑이 오지 않아요" (instrumental) CD+DVD track listing CD 1. "Forever" (duet with Linda Liao) (Korean ver.) 2. "사랑이 오지 않아요" (Love Doesn't Come) 3. "천번이라도" (A Thousand Times) 4. "돌아와줘" (Come Back) DVD 1. "사랑이 오지 않아요" music video 2. "사랑이 오지 않아요" making story 3. Jun Jin, Linda love story 4. JJ in Singapore 5. JJ in 2006 story 6. JJ in recording room Forever Special Edition track listing 1. "Forever" (duet with Linda Liao) (Korean ver.) 2. "Forever" (duet with Linda Liao) (Chinese ver.) 3. "사랑이 오지 않아요" (Love Doesn't Come) 4. "천번이라도" (A Thousand Times) 5. "돌아와줘" (Come Back) 6. "Forever" (Instrumental) |

### Vídeo álbuns
| Título                                      | Detalhes                                                                      | Lista de faixas |
| ------------------------------------------- | ----------------------------------------------------------------------------- | --- |
| \| Last Concert 2009: Asia Tour in Seoul \| | - Lançado Em: Abril 16, 2010 - Label: Open World Entertainment - Formato: DVD | CD track listing 1. Intro 2. 천 번 이라도 3. 아픈 사랑 4. 귀여워요 5. 바보처럼 6. 사랑하지 않아요 7. Forever 8. 돌아와 줘 9. Together 4 Ever 10. 사랑한다는 그 말 11. 그 아픔까지 사랑한거야 12. For You 13. Fancy Lounge 14. Happy Ending 15. Hey Ya 16. 날 사랑해라 17. 으쌰! 으쌰! (With Lee Min-woo) 18. Wa 19. 사랑이 오지 않아요 |
| Last Concert 2009: Asia Tour in Seoul       |                                                                               | |

## Filmografia

### Filme
| Ano  | Título           | Hangul        | Notas       |
| ---- | ---------------- | ------------- | ----------- |
| 2002 | Emergency Act 19 | 긴급조치 19호 | com Shinhwa |

### Série de televisão
- 2003 - Nonstop 4
- 2004 - Forbidden Love ou Nine-Tailed Fox
- 2005 - 해변으로 가요 (Let's Go To The Beach)
- 2005 - Banjun Drama - SBS
- 2008 - Here He Comes - MBC
- 2008 - Drama chinês: You are my dreams - 你是我的夢
- 2009 - MBC daily drama: That Person is Coming as PD / TV Director (entre 06/10/2008 - 27/02/2009)

### Programas de variedade
| Ano            | Título                       | Canal | Função                           | Notas                                                                             |
| -------------- | ---------------------------- | ----- | -------------------------------- | --------------------------------------------------------------------------------- |
| De 1999 a 2003 | Dream Team Temporada 1       | KBS   | Programa de variedades, esportes |                                                                                   |
| 2004-2005      | Love Letter                  | SBS   | Com o Shinhwa                    | (Temporada 1, Episódio 1 A 14)                                                    |
| 2006           | Shoot Dori Temporada 1       | KBS2  | (Episódios 24 - 38)              |                                                                                   |
| 2008           | Infinite Challenge           | MBC   | Elenco Principal                 | Jun Jin apareceu no show para substituir Haha. (Junho De 2008 - Novembro De 2009) |
| 2008           | reality show: Jun Jin’s Girl | MNet  | Apresentador                     | (6 De Agosto De 2008 - 29 De Outubro De 2008)                                     |
| 2009           | We Got Married               | MBC   | Elenco Regular                   | Jun Jin foi "casado" com Lee Si young (Temporada 1, Episódios 42, 45-55)          |
| 2012-2014      | Shinhwa Broadcast            | JTBC  | Elenco principal com Shinhwa     | (Episódios 1-70)                                                                  |
| 2017           | Radio Star                   | MBC   | Apresentador especial            | (Episódio 536)                                                                    |

### Prêmios
- Prêmio de melhor estrela no 2008 MBC Entertainment Awards - Infinite Challenge[37]
- Hot Character Star: Jun Jin no Mnet 20's Choice Awards 2008

### Shows De Música

#### SBSInkigayo
- 2006ː 17 de Dezembro - 사랑이 오지 않아요 (Love Doesn't Come)